# سزیم کادمیم برمید
سزیم کادمیم برمید (به انگلیسی: Caesium cadmium bromide) با فرمول شیمیایی سزیمکادمیمBr۳ یک ترکیب شیمیایی است. که جرم مولی آن 485.028 g/mol می‌باشد. شکل ظاهری این ترکیب، White or colourlesssolid, yellow liquid است.